# Wil Besseling
Wil Besseling (Schellinkhout, 9 december 1985) is een Nederlandse golfprofessional. In 2006 werd hij professional. Hij heeft één zege behaald op de Europese Challenge Tour.

## Amateur
Vanaf 2001 zit hij in de B-selectie, later Jong Oranje en Oranje. In 2006 wint hij in het Zuid-Afrikaanse Stellenbosch de Eisenhower Trophy (het wereldkampioenschap voor amateurgolfers) zowel individueel als voor landenteams samen met Tim Sluiter en Joost Luiten. In datzelfde jaar wint Besseling het NGF Open in een play-off tegen Joost Luiten. Eind 2006 besluit Besseling professional te worden.

## Professional
In 2007 speelt Besseling op de EPD Tour. Mede door het winnen van het Real de Faula Classic in Benidorm eindigt hij dat jaar in de top 5, waardoor hij zich automatisch kwalificeert voor de European Challenge Tour in 2008. Vóór die tour speelt hij nog op de nieuwe Hi5 Pro Tour in Spanje; daar staan 5 toernooien op de agenda. Het derde toernooi is op de Al Torreal in Murcia, hij scoort -11 en wint.
In april 2008 wint hij op de European Challenge Tour met een voorsprong van 7 slagen de Colombia Masters in Bogotá, waarmee hij ruim € 18.000 verdient. In het vervolg van deze tour eindigt hij regelmatig in de top-10, waaronder 2e op de Telenet Trophy en de Trophée du Golf Club de Genève. Aan het eind van het seizoen staat hij tiende op de Order of Merit en kwalificeert hij zich voor de Europese PGA Tour van 2009.
Op die tour is zijn beste prestatie een derde plaats op het Madeira Island Open. Aan het eind van het seizoen staat hij niet hoog genoeg op de Order of Merit om in 2010 opnieuw mee te mogen doen aan de Europese PGA Tour. In 2011 weet hij wel opnieuw de spelerskaart voor de Europese Tour voor 2012 te behalen. In 2013 speelt hij weer op de Challenge Tour.

## Gewonnen als amateur

### Individueel
- 2001: Nationaal Kampioenschap Matchplay
- 2006: Eisenhower Trophy

### Teams
- Eisenhower Trophy (namens Nederland)
- St Andrews Trophy (namens Continentaal Europa): 2006

## Gewonnen als professional

### Hi5 Pro Tour
- 2008: Hi5 Pro Tour Al Torreal (-11)

### EPD Tour
- 2007: Real de Faula Golf Classic

### Challenge Tour
- 2008: Il Club Colombia Masters